# Фиолетовая хромобактерия
Фиолетовая хромобактерия (лат. Chromobacterium violaceum) — вид бактерий из семейства Neisseriaceae, грамотрицательная анаэробная коккобацилла. Подвижность обеспечивается одиночным жгутиком, расположенным на полюсе коккобациллы, также бывает один или несколько боковых жгутиков. C. violaceum является частью нормальной микрофлоры воды и почвы в тропических и субтропических регионах. Бактерия вырабатывает природный антибиотик виолацеин, который может быть полезен для лечения рака толстой кишки и других злокачественных опухолей. Хорошо культивируется на питательном агаре, производя характерные гладкие выпуклые колонии с тёмно-фиолетовым металлическим блеском (из-за производства виолацеина).

## Медицинское значение
Фиолетовая хромобактерия редко заражает людей, но когда это происходит, она вызывает поражения кожи, сепсис и абсцессы печени, которые могут быть фатальными. Первый описанный в литературе случай заболевания человеком произошёл в Малайзии в 1927 году. С тех пор в литературе были зарегистрированы только 150 случаев. До настоящего времени подобные случаи были зарегистрированы в Австралии, Аргентине, Бразилии, Кубе, Индии, Японии, Нигерии, Сингапуре, Шри-Ланке, Тайвани, США и Вьетнаме. Распространённым способом проникновения в организм человека является проникновение через повреждённую кожу при контакте с почвой или водой, содержащей указанную бактерию. Заболевание обычно начинается с локальной инфекции кожи в точке входа, которая прогрессирует в некротические метастатические поражения, затем во множественные абсцессы печени, лёгких, селезёнки, кожи, лимфатических узлов или мозга, что приводит к тяжелому сепсису и полиорганной недостаточности, которая может быть смертельной. Другие известные патологии включают в себя хронический гранулёматоз, остеомиелит, целлюлит, диарею, септический спондилит, конъюнктивит, окологлазничные и глазные инфекции.
C. violaceum производит целый ряд природных антибиотиков:
- Азтреонам является монобактамным антибиотиком, который активен в отношении грамотрицательных аэробных бактерий, включая синегнойную палочку, имеет коммерческое название «Азактам»
- Виолацеин активен в отношении амеб и трипаносом
- Аэроцианидин активен в отношении грамположительных микроорганизмов
- Аэрокавин активен в отношении грамположительных и грамотрицательных микроорганизмов

В литературе описаны случаи заражения C. violaceum гиббонов.

## Лечение
Инфекция, вызванная фиолетовой хромобактерией, возникает редко, поэтому не было никаких клинических испытаний, связанных с оценкой различных методов лечения. Антибиотики, которые были использованы для успешного лечения, включают пефлоксацин, ципрофлоксацин, амикацин и ко-тримоксазол. Другие антибиотики, такие как хлорамфеникол и тетрациклин, доказали свою эффективность только в лабораторных условиях. Из теоретических соображений не следует ожидать реакции инфекции на пенициллины, цефалоспорины или азтреонам, хотя карбапенемы, такие как меропенем или имипенем, могут сработать. Несмотря на то, что бактерия считается устойчивой к цефалоспоринам первого поколения, у неё может наблюдаться восприимчивость к новым цефалоспоринам.